# Phyllotreta aeneicollis
Phyllotreta aeneicollis är en skalbaggsart som först beskrevs av George Robert Crotch 1873.  Phyllotreta aeneicollis ingår i släktet Phyllotreta och familjen bladbaggar. Inga underarter finns listade i Catalogue of Life.